# Pencran

Pencran este o comună în departamentul Finistère, Franța. În 1 ianuarie 2022 avea o populație de 2.229 de locuitori.